# Школьная (платформа)
Шко́льная — промежуточная остановка на существовавшей в начале XX в. Дюнской линии Приморской железной дороги (ныне: территория Курортного района Санкт-Петербурга). Остановка была расположена в холмистой местности песчаных дюн, заросших сосновым лесом, — и открыта после освоения Заречной части Сестрорецка.

## История
Первыми постройками на этих землях были дачи учащихся Общества школьных дач, созданного в 1898 году при участии К. А. Раухфуса. Здания были построены по проекту архитектора А. Н. Иосса. Открытие состоялось 7 июня 1899 года в память Александра III. Дачи предназначались для мальчиков-воспитанников средних учебных заведений Петербурга с ослабленным здоровьем. Постройка обошлась Обществу в 11 тысяч рублей.
В 1899 году благотворительница О. Н. фон Гаартман пожертвовала 50 тысяч рублей на строительство двухэтажного каменного здания, рассчитанного на приём 20 мальчиков, и дачи для бедных детей, которая была построена недалеко от летней школьной дачи по проекту П. Ю. Сюзора. Зимняя «Школьная дача в память о Роберте фон Гаартмане» (муже благотворительницы) была открыта 15 августа 1903 года. За сезон в заведении бывало до 85 детей.
В 1906 году на этих землях была построена санатория на 24 места, для детей обоего пола от 6 до 12 лет всех сословий, национальностей и вероисповеданий. Благотворительницей была Е. В. Колачевская, пожертвовавшая 18 тысяч рублей. Открылась санатория имени Колачевской 1 июня 1906 года.
В 1906 году по инициативе доктора гомеопатии П. В. Соловьёва на зареченском участке была построена санатория Санкт-Петербургского благотворительного общества последователей гомеопатии с целью «дать возможность своим пациентам, за небольшую плату, пользоваться хорошими дачными условиями». Строительство шло по проекту инженера-архитектора А. И. Дитриха. В деревянном на каменном фундаменте с гранитным цоколем здании было 22 комнаты. Башенка здания имела каменную нижнюю часть и каменную клетку одной из лестниц. В башне с видом на море был устроен резервуар суточного запаса воды.
С 1910 по 1912 годы рядом со школьными дачами Обществом попечения о бесприютных детях (ОПОБД) был построен двухэтажный корпус из красного кирпича с большими арочными окнами с керамическими и линолеумными полами и металлической крышей, предназначенный для круглогодичного лечения детей-рахитиков, слабосильных и худосочных, взятых из подвалов и чердаков. Здесь же Обществом была основана ещё одна санатория для приютских детей на 36 мальчиков и 36 девочек. Лечение и школьное обучение проводились одновременно.
Платформа Школьная располагалась прямо напротив главного здания гомеопатической санатории. На платформе поезд останавливался при условии: «остановка для приёма и выпуска пассажиров, но без багажа». В 1917 году линия Курорт—Дюны прекратила работу из-за начавшихся боевых действий и закрытия большинства оздоровительных учреждений Заречья.

## Фотогалерея
- Исторические фотографии
- ж/д мост на р. Сестре
- мост на р. Сестре
- Мост на р. Сестре
- Станция Курорт. 1900 г.
- Платформа "Школьная"
- Станция "Дюны" до 1917 года
- Бывшая могила П.А. Авенариуса
- Поезд Сестрорецкой ж/д
- Пешеходный мост
- 1912 год